# Лелека, Лука Степанович
Лелека Лука Степанович (4 декабря 1913 года, Зарудье, Липовецкий уезд, Киевская губерния, Российская империя; ныне Оратовский район Винницкой области Украины — 5 января 1989 года, Оратовский район, Винницкая область, УССР) — участник Великой Отечественной войны, полный кавалер Ордена Славы, командир отделения взвода пешей разведки 100-го гвардейского Гнезненского стрелкового полка, 35-й гвардейской Лозовской Краснознаменной орденов Суворова и Богдана Хмельницкого стрелковой дивизии, 8-й гвардейской армии, 1-го Белорусского фронта, гвардии сержант.

## Биография
Родился 4 декабря 1913 года в селе Зарудье ныне Оратовского района Винницкой области (Украина) в крестьянской семье. Украинец. В 1926 году окончил 4 класса. Работал в домашнем хозяйстве, затем в колхозе — ездовым, трактористом.
С 1935 по 1937 год проходил действительную воинскую службу в Красной Армии. После увольнения поехал на строительство гидроэлектростанции в город Рыбинск Ярославской области.
Повторно призван в июне 1941 года. С сентября 1942 года — в действующей армии. Воевал на Сталинградском, Юго-Западном (с 20 октября 1943 года — 3-й Украинский) и 1-м Белорусском фронтах. Принимал участие в битве за Сталинград, освобождении Левобережной Украины, Никопольско-Криворожской, Березнеговато-Снигиревской, Одесской, Люблин-Брестской, Висло-Одерской и Берлинской наступательных операциях. В боях дважды был ранен.
В боях на подступах к реке Днепр в районе села Надеждино (ныне Синельниковский район Днепропетровской области, Украина) 15 сентября 1943 года гвардии рядовой Л. С. Лелека в составе разведывательной группы проник в тыл противника, из засады забросал гранатами вражескую автомашину и захватил контрольного пленного. Приказом командира полка награждён медалью «За отвагу».
В ходе Никопольско-Криворожской наступательной операции командир отделения гвардии сержант Л. С. Лелека неоднократно выполнял ответственные боевые задания по захвату контрольных пленных и добыванию документов, удостоверяющих воинские части противника. С января по март 1944 года им было захвачено семь «языков». Командиром полка Л. С. Лелека был представлен к награждению орденом Славы 3-й степени. Приказом командира 35-й гвардейской стрелковой дивизии награждён орденом Красной Звезды.
В июне 1944 года 35-я гвардейская стрелковая дивизия была передислоцирована в полосу 1-го Белорусского фронта. В ходе Люблин-Брестской наступательной операции к началу августа передовые отряды дивизии вышли к реке Висла в районе населенного пункта Магнушев (ныне Козеницкий повят, Мазовецкое воеводство, Польша). 1 августа 1944 года в числе первых воинов Л. С. Лелека форсировал реку, ворвался в траншею противника, уничтожил трех вражеских солдат и одного взял в плен. Полученные разведывательные данные способствовали успешному овладению плацдармом.
Приказом командира 35-й гвардейской стрелковой дивизии от 11 августа 1944 года гвардии сержант Лелека Лука Степанович награждён орденом Славы 3-й степени.
В ходе Висло-Одерской наступательной операции 35-я гвардейская стрелковая дивизия овладела плацдармом на левом берегу реки Одер южнее города Кюстрин (ныне Костшын-над-Одрой, Любушское воеводство, Польша). В ночь на 17 февраля 1945 года Л. С. Лелека во главе группы захвата скрытно подобрался к позиции боевого охранения, усиленной двумя пулеметами и противотанковой пушкой. Внезапно атаковав противника, разведчики уничтожили 7 солдат противника и 6 взяли в плен. При отходе группу начал обстреливать пулемет из другого окопа. Л. С. Лелека подобрался к нему и уничтожил расчет пулемета гранатами. Командиром полка представлен к награждению орденом Красного Знамени.
Приказом командующего 8-й гвардейской армии от 26 марта 1945 года гвардии старший сержант Лелека Лука Степанович награждён орденом Славы 2-й степени.
В марте 1945 года в бою за расширение плацдарма при атаке переднего края противника Л. С. Лелека первым ворвался в траншею и гранатами уничтожил расчет ручного пулемета, препятствовавшего продвижению наших воинов. Приказом командира полка награждён второй медалью «За отвагу».
В ходе Берлинской наступательной операции Л. С. Лелека находился на наблюдательном пункте вместе с командиром полка. 18 апреля 1945 года контратакующая группа противника прорвалась к наблюдательному пункту. Пятеро разведчиков более часа сдерживали противника, отбиваясь гранатами и автоматным огнём. Когда подоспело подкрепление, разведчики перешли в атаку. Лично Л. С. Лелека в бою уничтожил 19 немецких солдат, захватил в плен 13 солдат и 2 офицеров. Командиром полка представлен к награждению орденом Красного Знамени.
Указом Президиума Верховного Совета СССР от 31 мая 1945 года за образцовое выполнение боевых заданий командования на фронте борьбы с немецкими захватчиками и проявленные при этом доблесть и мужество гвардии сержант Лелека Лука Степанович награждён орденом Славы 1-й степени.
В октябре 1945 года старший сержант Л. С. Лелека демобилизован. Вернулся в родные края. Работал председателем колхоза в селе Березовка, затем бригадиром полеводческой бригады, а в последние годы — кладовщиком в колхозе села Прибрежное Оратовского района Винницкой области.
Умер 5 января 1989 года.

## Награды
- орден Отечественной войны 1-й степени (указ Президиума Верховного Совета СССР от 11.03.1985 года)
- Орден Красной Звезды (приказ командира 35 гвардейской стрелковой дивизии)
- Орден Славы 1-й степени(указ Президиума Верховного Совета СССР от 31.05.1945 года)
- Орден Славы 2-й степени (приказ командующего 8 гвардейской армии от 26.03.1945 года)
- Орден Славы 3-й степени (приказ командира 35 гвардейской стрелковой дивизии от 11.08.1944 года)
- Медаль За отвагу (приказ командира полка)
- Медаль За отвагу (приказ командира полка)